# Ziegelei (Rühstädt)
Ziegelei ist ein Wohnplatz von Rühstädt im Landkreis Prignitz in Brandenburg.

## Geografie
Der Ort liegt einen Kilometer nordöstlich von Abbendorf und vier Kilometer ostsüdöstlich von Rühstädt. Er verfügt über keine eigene Gemarkung, sondern liegt auf der von Abbendorf. Die Nachbarorte sind Lanken und Groß Lüben im Norden, Bad Wilsnack und Legde im Nordosten, Lennewitz im Osten, Abbendorf im Südwesten, Gnevsdorf im Westen sowie Rühstädt und Ronien im Nordwesten.